# Pérez Prado
Pérez Prado, nome completo José Dámaso Pérez Prado (Matanzas, 11 dicembre 1916 – Città del Messico, 14 settembre 1989), è stato un musicista, compositore e direttore d'orchestra cubano naturalizzato messicano.
Considerato fra i maggiori artisti di musica latino-americana, è ricordato con l'appellativo di re del mambo ed è considerato uno degli eredi artistici di Xavier Cugat. Un altro soprannome che gli è stato attribuito è quello di El Cara de Foca (Volto di foca). La sua popolarità negli Stati Uniti coincise con quella di massimo interesse del mercato discografico e degli ascoltatori delle varie stazioni radio rispetto alla musica latino-americana.
Il suo nome è incluso fra quello delle celebrità della Hollywood Walk of Fame.
I figli Dámaso Pérez Salinas (conosciuto come Pérez Prado Jr. e direttore della Pérez Prado Orchestra di Città del Messico) e Maria Engracia sono anch'essi musicisti.

## Biografia
Fra i brani da lui composti o semplicemente eseguiti nei suoi spettacoli figurano il motivo per tromba solo ed orchestra Cerezo rosa (in lingua italiana Ciliegi rosa), Quién Será (standard conosciuto con il titolo alternativo di Sway), La Cucaracha, El negro zumbon (scritta da Armando Trovajoli nel 1951 e cantata da Flo Sandon's, moglie di Natalino Otto), Mambo n. 8 e Mambo n.5 (ripreso poi anche dal cantante pop Lou Bega). Fra il 1955 e il 1956 incise per la RCA Italiana i long playing Mambo mania e Mambo of the king.
Figlio di un'insegnante, Sara Prado, e di un venditore di giornali, Pablo Pérez, fratello maggiore del musicista Pantaleón Pérez Prado, studiò in gioventù musica classica specializzandosi in pianoforte. Successivamente suonò l'organo ed il piano in club cubani. Fu per qualche tempo pianista e arrangiatore dell'orchestra Sonora Matancera, una fra le più conosciute a Cuba.
Per buona parte degli anni quaranta diresse orchestre che si esibivano all'interno del casinò dell'Avana guadagnandosi una buona reputazione per le sue capacità interpretative e per lo stile personale con cui rielaborava in chiave di salsa, rumba e mambo le sonorità bebop, in voga all'epoca.
Nel 1948 si trasferì in Messico per formare una propria orchestra e incidere per la RCA Victor dischi con adattamenti di musiche cubane suonate a ritmo di mambo e arricchite da una potente sezione di fiati, in particolare sassofoni e trombe capaci di interventi con puntuali e personalissime variazioni ed a solo.
Nel 1950, mentre si trovava in vacanza in Messico, l'arrangiatore Sonny Burke ebbe modo di ascoltare ed apprezzare Qué rico el mambo tanto che, al ritorno in USA, decise di incidere una propria versione del brano con il titolo Mambo Jambo. Il singolo ebbe un inaspettato successo del quale anche Prado poté usufruire l'anno successivo attraverso una tournée negli Stati Uniti che registrò il tutto esaurito.

## Mambo No. 5 e No. 8
Prado è stato il compositore di due famosi brani di mambo: il Mambo No. 5 (diventato poi un successo da hit parade nelle classifiche del Regno Unito per l'interpretazione che ne ha dato nel 1999 Lou Bega e per la caratterizzazione del 2001 del cartoon Bob the Builder) e il Mambo No. 8.
All'apice del successo e alla guida di quello che in ambito anglosassone è stato definito mambo movement, nel 1955 Prado scalò, rimanendovi per dieci settimane consecutive, le classifiche di vendita USA Billboard Hot 100, sette settimane in Germania e due settimane nel Regno Unito con l'incisione di un brano di cha-cha, Cherry Pink (and Apple Blossom White) con Billy Regis, composto dal musicista francese Louis Gugliemi conosciuto con lo pseudonimo Louiguy. Il brano era stato inserito nel film del 1954 Underwater! in cui l'attrice Jane Russell danza al ritmo di quella musica.
Nel 1958 Prado scrisse quella che sarebbe stata la sua ultima canzone a posizionarsi in vetta alla Top 100 charts, Patricia che arriva prima in Germania per tre settimane e sesta in Olanda.
Pérez Prado è apparso con i suoi abiti di scena nella parte di sé stesso in numerosi film girati tanto negli USA e in Messico quanto in Europa. Con la fine degli anni cinquanta la sua popolarità iniziò a declinare quando ormai erano alle porte nuove ritmi, come il rock 'n roll, il twist e in generale le nuove sonorità della musica pop
Con lo scadere del contratto con la RCA, il compositore e musicista cubano passò ad incidere per etichette minori tese a riciclare antologie di vecchi brani di musica latina. Nei primi anni settanta fece così ritorno in Messico andando ad abitare nel suo appartamento al Grand Paseo de la Reforma, appena fuori Città del Messico, con la moglie e i due figli Dámaso Pérez Salinas (noto come Pérez Prado, Jr) e Maria Engracia.
Ospite fisso della televisione messicana, considerato uno dei "giganti" dell'industria discografica, nonostante la sua stella non brillasse più negli Stati Uniti, in America Latina Prado trovò nuova linfa per la sua creatività musicale continuando a incidere dischi e a compiere tour che lo avrebbero portato anche in Giappone. Le esibizioni tenute nel 1973 nel paese del Sol Levante furono registrate e incise in un album con suono in quadrifonia.
Risalgono a pochi anni prima della sua morte le ultime apparizioni pubbliche: nel 1981 intervenne ad un musical intitolato Sun che tenne numerose rappresentazioni nella capitale messicana; nel 1987, anno della sua ultima incisione discografica, tenne il 12 settembre un ultimo concerto a Hollywood (California).
Nella sua carriera, Prado ha diretto nelle sue orchestre numerose star della musica quali Johnny Pacheco, il cantante cubano Beny Moré, la cantante del Nicaragua Sumiva Moreno, il trombettista Pete Candoli, il suonatore di bongo e conga Armando Peraza, il percussionista  Mongo Santamaría e il tastierista Rene Bloch.
Il mambo, musica che lo ha reso celebre e che lui ha contribuito a rendere celeberrima, è rinato in tempi successivi sotto forma di salsa, poi diventata nuovo simbolo della musica popolare latina.

## Influenze nella cultura di massa
- Il brano Patricia è stato uno dei maggiori successi di Prado, utilizzato come commento sonoro nel cinema e nella televisione:
  - nella scena di striptease nel film di Federico Fellini La dolce vita (1960)
  - come sottofondo nella scena del party in piscina nel film del 1969 Goodbye, Columbus
  - nell'episodio Some Enchanted Evening della serie I Simpson (13 maggio 1990)[2]
  - musica di accompagnamento dello spot pubblicitario per la compagnia del Regno Unito Royal Mail (dal 1996 al 2003)
  - nella serie televisiva della HBO Real Sex Series
- Il brano Guaglione, originalmente cantato da Aurelio Fierro e Grazia Gresi, nella cover di Pérez Prado ha accompagnato nel 1995 la pubblicità di una marca di birra molto diffusa nel Regno Unito e che ha utilizzato nel 1999 anche una versione di Mambo n. 5.
- La colonna sonora del film Office Space (1999) impiega due interpretazioni di Prado, Mambo n. 8 e The Peanut Vendor[3] mentre quella del film del 2004 I diari della motocicletta (sulla vita di Che Guevara) include la versione di Pérez Prado di Que Rico el Mambo, comunemente conosciuta come Mambo Jambo.
- Il mambo dal titolo Why Wait è stato utilizzato nella colonna sonora del film di Nanni Moretti Aprile, nella scena in cui Moretti immagina le riprese del musical sul pasticciere trotzkista interpretato da Silvio Orlando.
- Sue canzoni sono state utilizzate anche per le serie televisive Marco Polo e I Soprano.
- Pérez Prado viene citato nella canzone "Urgente cha cha cha", cantata da Anita Sol e facente parte della colonna sonora di Totòtruffa '62.

## Discografia

### Principali successi
- Cerezo rosa (Ciliegi rosa)
- Que rico el mambo
- Mambo No. 5
- Mambo No. 8
- Mambo del Politécnico
- Mambo Universitario
- La niña popoff
- Patricia
- Mambo en Sax
- Mambo a la Kenton
- El Ruletero
- Mambo en trompeta
- Lupita

### Raccolte
- 1993 - Al compás del mambo

## Filmografia
- Il tesoro sommerso (Underwater!), regia di John Sturges (1955)